# Brouwerij De Beyerd
Brouwerij De Beyerd is een Nederlandse onafhankelijke bierbrouwerij, café en voormalig restaurant in Breda in de provincie Noord-Brabant.

## Geschiedenis
De voorbereidingen voor de brouwerij begonnen in mei 2002 door de uitbaters van café De Beyerd, Piet de Jongh en zijn zonen Mikel en Orson. Toen in september   Interbrew aankondigde de stoppen met de brouwactiviteiten in de Bierbrouwerij Oranjeboom in Breda, wist De Jongh van hen een licentie te verkrijgen voor de naam en het recept van het bier Drie Hoefijzers. Dit bier werd oorspronkelijk gebrouwen in de brouwerij Drie Hoefijzers en was in eigendom van Interbrew.
Achter het café De Beyerd werd een brouwinstallatie geïnstalleerd met een capaciteit van vijf hectoliter. Een deel van de brouwinstallatie was afkomstig van de voormalige Oranjeboom-bierbrouwerij. Op 21 april 2004 werd het eerste proefbrouwsel gebrouwen en op 9 juni 2004 vond de officiële opening van de brouwerij plaats met de lancering van Drie Hoefijzers Klassiek.
Op 1 januari 2025 werd het restaurant gesloten. De brouwerij en het café blijven in bedrijf.

## Bieren
- Drie Hoefijzers Klassiek, Belgian Pale Ale met een alcoholpercentage van 5%
- Beyerd Hefeweisse, tarwebier met een alcoholpercentage van 5,5%
- Dirk Urtype, pilsener met een alcoholpercentage van 5%
- Beyerd Schwarzbier, donker bier van lage gisting met een alcoholpercentage van 5,5%
- Beyerd Herfstbock, bokbier met een alcoholpercentage van 6,5%
- Beyerd Speciaal Blond, blond bier met een alcoholpercentage van 6,5%
- Beyerd Speciaal Tripel, blond bier met een alcoholpercentage van 8%
- Beyerd Winterbier, bruin bier met een alcoholpercentage van 8%
- Beyerd Nassaubier, Duits tarwebier met een alcoholpercentage van 5,5%